# Aasee

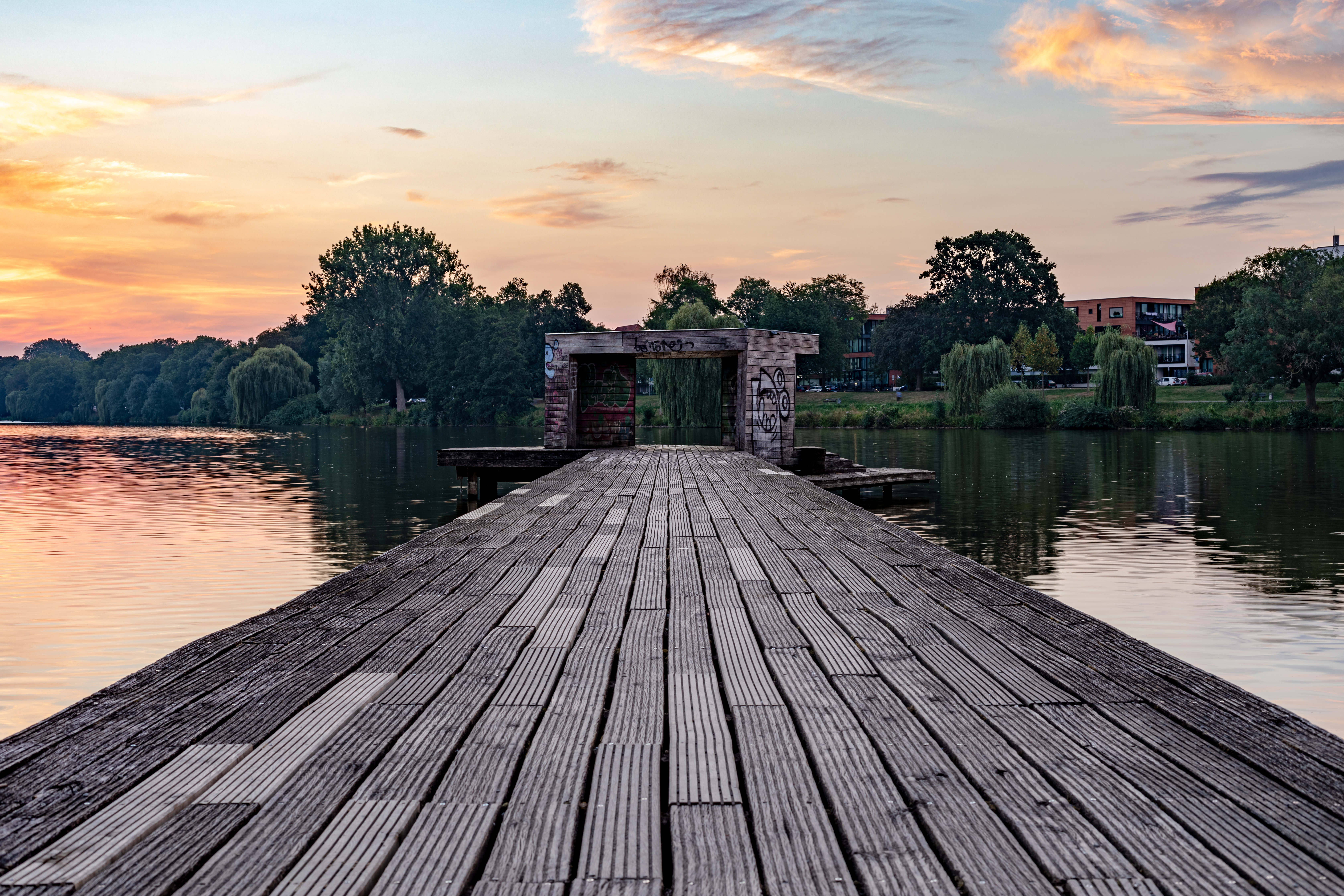
Sculpture « Pier », réalisée en 1997 par Jorge Pardo (sculpteur), sur l'Aasee.

Aasee est un lac situé à Münster, dans la Rhénanie-du-Nord-Westphalie, en Allemagne. Il se trouve à 54 m d'altitude, sa superficie est de 0,402 km2.